# Stade municipal de Midoun
Le stade municipal de Midoun (arabe : ملعب ميدون البلدي) ou stade Mustapha-Douri est un stade de football situé dans la ville de Midoun sur l'île de Djerba en Tunisie.

## Histoire
Le stade de Midoun accueille la finale de la 64e édition de la coupe de Tunisie.